# Olle Zetterstrom
Olle Zetterstrom (* 23. April 1901 in Östersund, Schweden; † 28. Juni 1968 in Canaan) war ein US-amerikanischer Skilangläufer.
Zetterstrom, der in den 1920er-Jahren in die Vereinigten Staaten einwanderte und als Baumpfleger tätig war, belegte bei seiner einzigen Teilnahme an Olympischen Winterspielen im Februar 1932 in Lake Placid den 23. Platz über 18 km.